# Prasinocyma iseres
Prasinocyma iseres är en fjärilsart som beskrevs av Turner 1922. Prasinocyma iseres ingår i släktet Prasinocyma och familjen mätare. Inga underarter finns listade i Catalogue of Life.